# Свети цар Борис (Краево)
Вижте пояснителната страница за други значения на Свети цар Борис.
„Свети цар Борис–Михаил“ е православна църква в село Краево, община Ботевград, част от Ловчанската епархия на Българската православна църква.
През 1933 г. църковно настоятелство в селото взема решение да се построи църква. На 29 октомври 1934 г. започва строителството ѝ, като преди това се прави освещаване на мястото. На 7 октомври 1944 г. църквата е завършена и осветена от митрополит Филарет Ловчански.
Сред имената на енориашите, които даряват средства за построяване на църквата, е и това на цар Борис III. В църквата се съхранява поднос за нафора, подарен лично от царя. На подноса е изобразен неговият образ.